# FC Dinamo Bucureşti
Fotbal Club Dinamo București, Dinamo București (po naše Dinamo Bukarešta) ali preprosto Dinamo je romunski nogometni klub iz Bukarešte. Ustanovljen je bil 14. maja 1948 in trenutno igra v 1. romunski nogometni ligi.
Od ustanovitve naprej, je Dinamo igral v najvišji ligi. Bil je osemnajstkrat državni prvak in dvajsetkrat podprvak, trinajstkratni prvak in desetkratni podprvak romunskega pokala ter dvakratni prvak in štirikratni podprvak romunskega superpokala. V evropskih tekmovanjih pa se je Dinamo osemnajstkrat uvrstil v Ligo prvakov, petkrat v Pokal pokalnih zmagovalcev, dvaindvajsetkrat v Evropsko ligo in enkrat v Pokal Intertoto.
Domači stadion Dinama je Stadionul Dinamo, ki sprejme 15.032 gledalcev. Barva dresov je rdeča. Nadimka nogometašev pa sta Câinii roșii (Rdeči psi) in Alb-roșii (Belo-rdeči).

## Rivalstvo
Dinamov rival je Steaua. Dvoboji med tema dvema kluboma se imenuje Eternul Derby (Večni derbi). Drugi rivali pa so še Universitatea Craiova, Rapid București, Petrolul Ploiești, Farul Constanța, FC Argeș, CFR Cluj in Poli Timișoara. Navijači slednjega kluba smatrajo Dinamo za rivala, obratno pa navijači Dinama ne.

## Ligaški rekordi
- 17 zaporednih zmag (12.6.1988 - 27.11.1988)
- 47 neporaženih tekem (26.5.1991 - 20.9.1992)
- Igralec z največ odigranimi tekmami: Cornel Dinu (454)
- Najboljši strelec: Dudu Georgescu (207)
- Najboljši strelec v mednarodnih tekmovanjih: Claudiu Niculescu (18)

## Rekordi v evropskih tekmovanjih
- Največja zmaga na domačih tleh: Dinamo 11-0  Crusaders (1973-1974)
- Največja zmaga v gosteh:  Alki Larnaca 0-9 (1979-1980)
- Največji poraz na domačih tleh: Dinamo 0-3  Feyenoord (1971-1972), Dinamo 0-3  Galatasaray (2009-10)
- največji poraz v gosteh:  CSKA Sofija 8-1 Dinamo (1956-57)